# 義務教育諸学校における教育の政治的中立の確保に関する臨時措置法
義務教育諸学校における教育の政治的中立の確保に関する臨時措置法（ぎむきょういくしょがっこうにおけるきゅいくのせいじてきちゅうりつのかくほにかんするりんじそちほう、昭和29年6月3日法律第157号）は、義務教育諸学校における教育の政治的中立の確保に関する日本の法律である。

## 概要
教育基本法の精神に基き、「義務教育諸学校における教育を党派的勢力の不当な影響又は支配から守り、もつて義務教育の政治的中立を確保するとともに、これに従事する教育職員の自主性を擁護すること」を目的として制定された。
第3条で教育を利用し、特定の政党その他の政治的団体（以下「特定の政党等」）の政治的勢力の伸長又は減退に資する目的をもって、学校教育法に規定する学校の職員を主たる構成員とする団体（その団体を主たる構成員とする団体を含む）の組織又は活動を利用し、義務教育諸学校に勤務する教育職員に対し、これらの者が、義務教育諸学校の児童又は生徒に対して、特定の政党等を支持させ、又はこれに反対させる教育を行うことを教唆し、又はせん動してはならないと規定している。
第3条に違反した者は1年以下の懲役又は3万円以下の罰金に処すると第4条で規定されている。